# Mort (mythologie)
Pour les articles homonymes, voir Mort (homonymie) et La Mort (homonymie).
 (septembre 2014).
Si vous disposez d'ouvrages ou d'articles de référence ou si vous connaissez des sites web de qualité traitant du thème abordé ici, merci de compléter l'article en donnant les références utiles à sa vérifiabilité et en les liant à la section « Notes et références ».

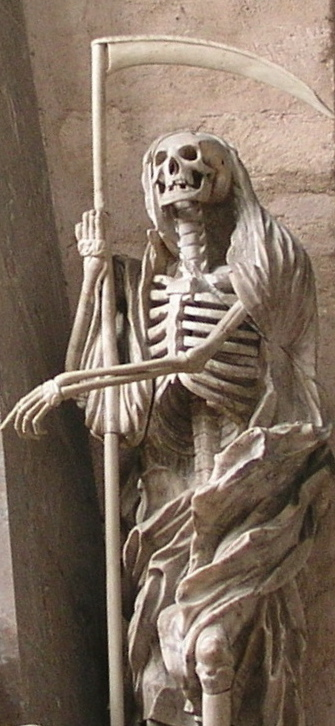
Statue de la Mort, personnifiée par un squelette humain habillé d'un suaire et agrippant une faux, à la Cathédrale Saint-Pierre de Trèves, Allemagne.

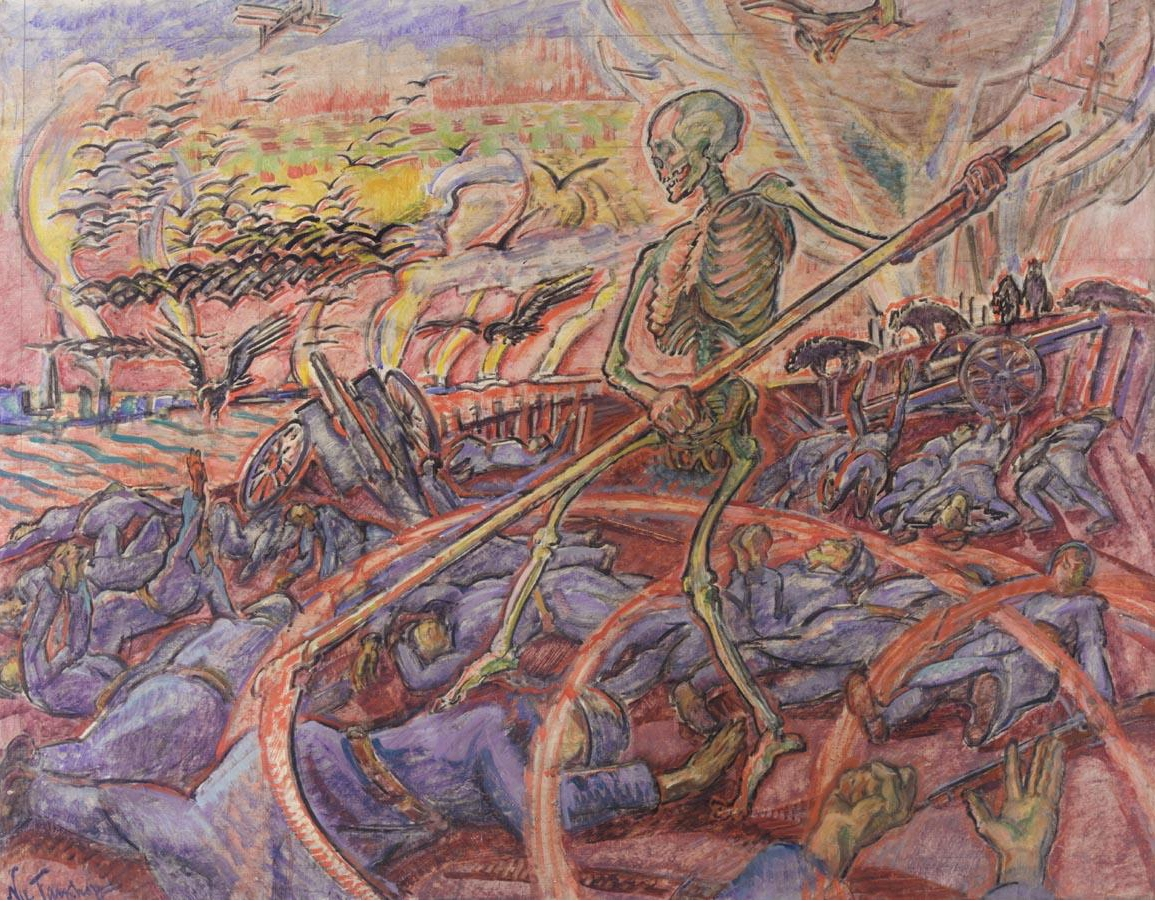
La grande faucheuse, tableau de Nikolai A. Tarkhov.

La Mort a été représentée en tant que figure anthropomorphe ou comme personnage fictif dans de nombreuses mythologies et cultures populaires.
La personnification de la mort en tant qu'entité vivante, consciente et sensible, est liée à l'idée de la mort et à son poids historique et philosophique considérable. Selon les langues, elle est un personnage soit féminin, soit masculin. Elle est souvent représentée sous forme d'un squelette (ou d'un corps squelettique présentant quelques rares lambeaux de peau sur certains os), parfois vêtue d'un grand manteau noir à capuche et d'une cape.
Dans le folklore occidental moderne, la Mort est généralement représentée comme un squelette portant une robe, une toge noire avec capuche, et éventuellement avec une grande faux. La Mort est alors connue sous le nom de « la Grande Faucheuse » ou tout simplement « la Faucheuse ».
Ce symbole d'origine italienne est très présent durant tout le Moyen Âge et à la Renaissance, dans les peintures apocalyptiques et macabres comme celle de Pieter Brueghel l'Ancien (Le Triomphe de la Mort). À une époque où la peste noire faisait des ravages, la faucheuse représentait un être terrifiant venu happer les vivants d'un coup de lame. Les allégories de la mort ont été reprises maintes fois dans des œuvres plus récentes, notamment liées à la fantasy, avec la même symbolique qu'à leur origine.

## Représentations notables

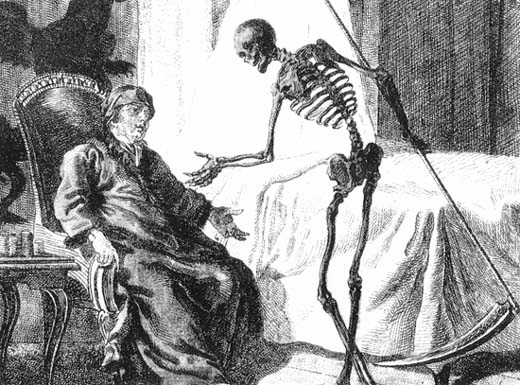
La Faucheuse est l'une des allégories de la Mort.

- Au Moyen Âge, la Mort est imaginée comme un corps humain momifié ou en décomposition, qui deviendra plus tard le squelette vêtu d'une toge qui nous est familier.
- Inversement, la Mort est parfois représentée sous les traits d'une belle femme souvent vêtue de noir et portant une longue faux.
- À cause de l'intime lien entre le Temps, la Vieillesse et la Mort, le Temps en tant que figure mythologique est parfois associé à la Mort.
- Un psychopompe est un esprit, une déité ou un être dont la tâche est de conduire les âmes récemment décédées dans l'autre monde.
- La représentation de la mort portant une faux remonte à l'image du titan grec Cronos. Celui-ci était fréquemment représenté en portant un globe surmonté d'une faux. Cronos est le père des dieux de l'Olympe, dont Zeus. Cependant, pour échapper à la malédiction lancée par son père Ouranos, il décide de dévorer ses enfants. Au sixième enfant, son épouse Rhéa, lassée de ces infanticides lui donne une pierre à manger à la place de l'enfant : Zeus. Ce dernier combat son père et en le frappant au ventre lui fait « vomir » les autres enfants, qui le renverseront plus tard. Exilé sur Terre, en qualité de simple mortel, il fonde une communauté agricole, désignée par les Anciens sous le nom d'Âge d'Or. De là viendrait l'attribut de la faux, outil qui symbolise les récoltes, et de cette manière les saisons qui rythment l'existence, que Cronos a cru pouvoir maîtriser[1].

## Dans les mythologies

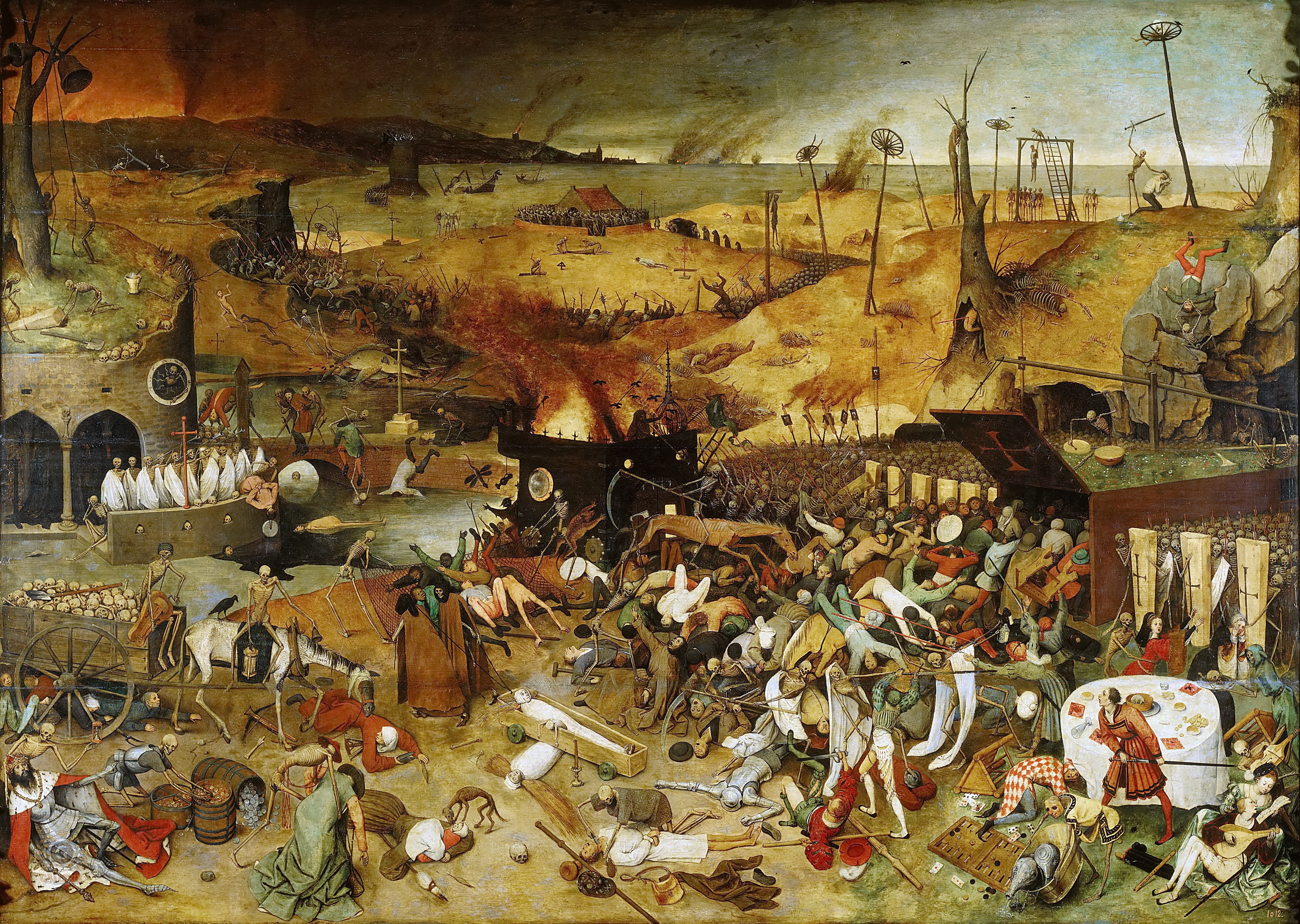
Le Triomphe de la Mort, peinture de Pieter Brueghel l'Ancien, XVIe siècle.

Il existe dans toutes les mythologies des divinités qui incarnent la Mort ou certains de ses aspects :
- Ammit (Égyptien)
- Andjéty (Égyptien)
- Ankou (mythologie bretonne)
- Anubis (Égyptien)
- Anupet (Égyptien)
- Azraël (judaïsme)
- Camarde
- Chesmou (Égyptien)
- Erio (mythologie basque)
- Hadès (mythologie grecque)
- Hel (Scandinave)
- Izanami (Shinto)
- Mictlantecuhtli (Aztèque)
- Morrigan (Irlandais)
- Mot (Cananéen)
- Odin (Scandinave)
- Orcus (Romain)
- Osiris (Égyptien)
- Perséphone (mythologie grecque)
- Pluton (Romain)
- Shemal (Sémitique)
- Shinigami (Japon)
- Sielulintu (Finlandais)
- Thanatos (Grec)
- Yama (Hindou)
- Yanluowang (Chinois)
- Jeoseung Saja (Coréen)

### Mythologie hindoue
Dans les écrits hindous connus sous le nom de Vedas, le maître des morts est appelé Yama ou Yamaraj (littéralement le seigneur de la mort). Yamaraj monte un bœuf noir et possède un lasso torsadé avec lequel il attrape les âmes pour les emmener dans sa demeure, Yamalok. Ce sont ses suivants, les Yamaduts, qui  portent les âmes jusqu'à Yamalok. Ici, les bonnes et les mauvaises actions sont comptabilisées par Chitragupta, qui autorise alors Yama à décider où iront les âmes dans leur prochaine vie, suivant la théorie de la réincarnation.
On croit que les âmes peuvent renaître sur Terre aussi bien dans un univers paradisiaque qu'infernal, en fonction des actions de la vie passée. Celles qui peuvent se prévaloir d'un bon karma et d'un bon bakhti dans leurs vies atteignent le Moksha, la libération du cycle des morts et des renaissances, ainsi que des souffrances induites par la vie emprisonnée dans le corps. Yama est également mentionné dans le Mahabharata comme un grand philosophe et comme un dévot de Krishna.
De façon intéressante, Yama est aussi connu comme Dharmaraj ou roi du Dharma ou de la justice. Le raisonnement est que justice soit faite équitablement pour tous - s'ils sont vivants ou morts, basé sur leur karma ou leur destin. C'est davantage consolidé par le fait que Yudhishthira, l'aîné des Pândava est considéré comme la personnification de la justice, à Mahabharata où il était né en raison des prières de Kunti à Yamaraj.

### Au Japon
Dans le Kojiki, on raconte qu'après avoir donné naissance au dieu du feu Kagutsuchi, la déesse Izanami mourut, blessée par ce feu, et entra dans le royaume de la nuit perpétuelle, Yaminokuni. Par la suite, Izanagi, son époux, la trouva dans le pays de Yomi alors qu'il tentait de la ramener chez les vivants. Hélas, Yomi est situé dans le monde souterrain, et Izanagi retrouva son épouse ravagée par la décomposition. Lors d'une dispute avec lui, Izanami proclama que prendre 1000 vies chaque jour était la preuve de sa position de déesse des morts.
Dans la culture populaire, la mort est également représentée sous les traits d’Enma (Yama), Enma Ō ou Enma Daiō (Enma-Roi ou Enma-Grand Roi, traductions de यम रज Yama Raja). Le Yama hindouiste a également inspiré le Yanluo chinois et le Enma japonais. Enma règne sur le monde souterrain, pareil à l'Hadès grec, et décide si les morts vont au paradis ou en enfer. Les parents japonais menaçaient ainsi leurs enfants : s'ils mentaient, Enma leur couperait la langue dans l'au-delà.
Il existe d'autres dieux de la mort, les shinigamis, qui ressemblent à la vision occidentale de la mort sous la forme de faucheuse. Les représentations des shinigamis (le terme est souvent au pluriel en français) sont courantes dans l'art et la fiction du Japon moderne, et totalement absentes dans la mythologie japonaise traditionnelle.

### Paganisme slave
Les anciennes tribus slaves voyaient la mort comme une femme vêtue de blanc, tenant à la main des jeunes pousses qui ne fanaient jamais. Être touché par ces pousses faisait tomber dans un sommeil perpétuel. Cette représentation a survécu au christianisme durant tout le Moyen Âge, et n'a été remplacée par l'image plus répandue dans la tradition européenne d'un squelette allant et venant qu'à la fin du XVe siècle.

### Paganisme lituanien
Les Lituaniens appelaient la Mort Giltinè, du mot « gelti » qui signifie « piquer ». Giltinè était représentée sous les traits d'une vieille femme laide, avec un long nez bleu et une langue empoisonnée. La légende raconte que Giltinè était une jolie jeune femme enjouée qui fut emprisonnée durant sept ans dans un cercueil. La déesse de la Mort était la sœur de la déesse de la Vie et de la Destinée, Laima, ce qui symbolisait les relations entre le début et la fin de la vie.
Par la suite, les Lituaniens ont adopté la vision chrétienne de la Mort, avec sa robe noire et sa faux.

## Dans les trois religions abrahamiques

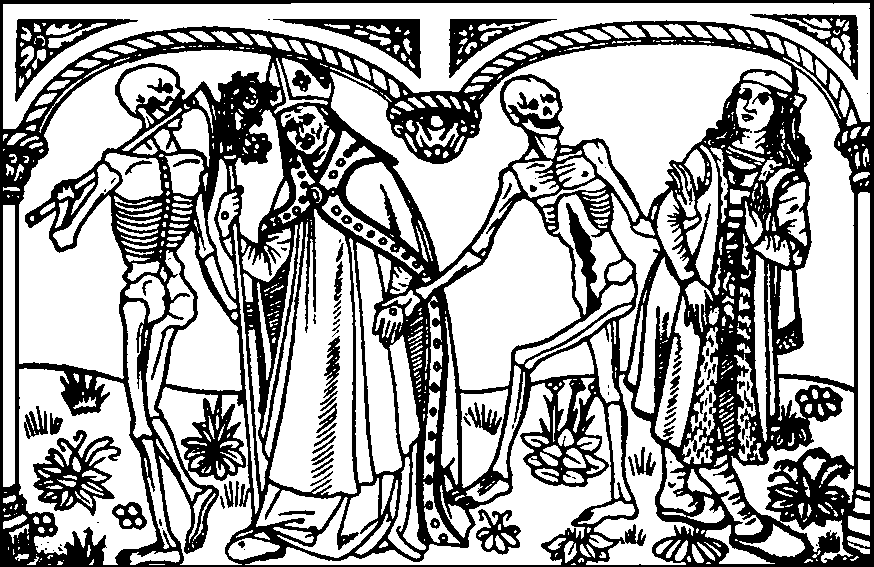
Les danzas de la Muerte sont représentatives de la crise des Espagnes médiévales.
Elles se nomment Danses macabres en français. Gravure de Guyot Marchant, 1486.

Quand Dieu décide de tuer les premiers-nés égyptiens, il ordonne au « destructeur » (shâchath) d'épargner les maisons marquées par du sang sur le linteau et les montants des portes (Exode; 12, 23). L'ange de la destruction mal'ak ha-mashḥit, se déchaîne contre le peuple de Jérusalem (2 Samuel ; 24,15).
Dans les Chroniques (21, 16), le roi David voit « l'ange de Yahvé qui se tenait entre le ciel et la terre, l'épée dégainée à la main, tendue vers Jérusalem ».
Dans le livre de Job (33,2), on trouve le terme de « destructeur » (memitim) que la tradition a identifié à « l'ange destructeur » (mal'ake Khabbalah), alors que le livre des Proverbes (26, 14) fait mention des « anges de la mort » (mal'ake ha-mavet). On trouve également le nom d'Azraël comme ange de la mort.

### Judaïsme
D'après le Midrash, l'ange de la mort a été créé par Dieu lors du premier jour. Son domaine est le paradis, d'où il atteint la Terre en huit jours, alors même que la pestilence n'en met qu'un. Il possède 6 paires d'ailes.

### Christianisme

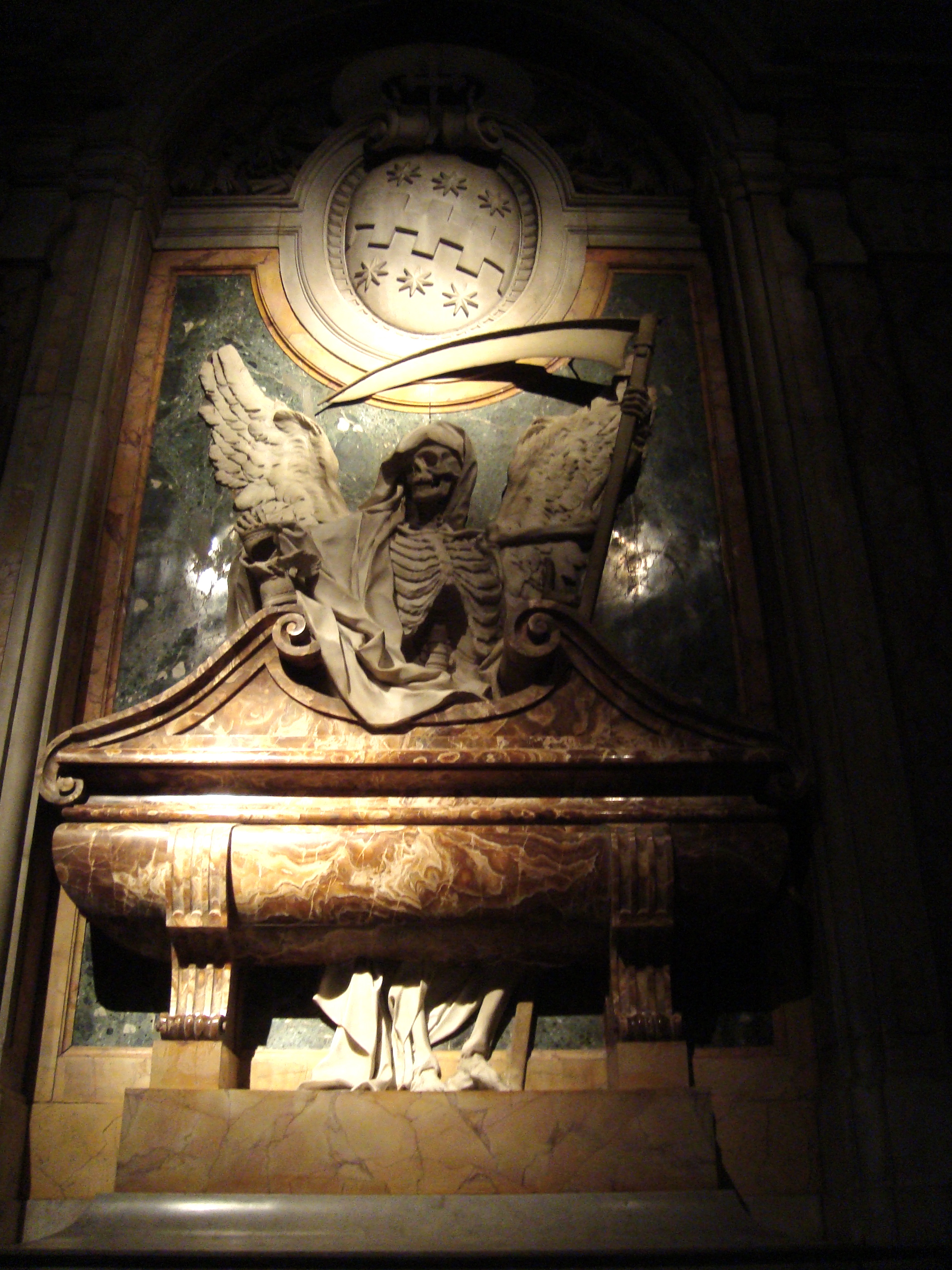
La Faucheuse sur les tombeaux des églises, ici à la basilique Saint-Pierre-aux-Liens à Rome.

La Mort est quelquefois mentionnée dans le Nouveau Testament, que ce soit sous forme de personnification, ou bien comme un état de fait. Elle est assimilée à l'ange diabolique Samaël. On trouve une allusion dans les Actes des Apôtres (2,24) : « Mais Dieu l'a ressuscité, le délivrant des affres de l'Hadès. Aussi bien n'était-il pas possible qu'il fût retenu en son pouvoir ».
Quelques passages après, cependant, sont plus explicites. L'Épître aux Romains 5 parle de la Mort comme ayant « dominé de la période d'Adam à Moïse », et divers passages dans les Épître parlent du labeur du Christ sur la Croix et sa Résurrection comme une confrontation avec la Mort. Des versets de cette sorte incluent l'Épître aux Romains (6,9) et la Deuxième épître à Timothée (1,10).
La Première épître aux Corinthiens (15,26) affirme, « Le dernier ennemi à détruire est la mort », qui implique que la Mort n'a pas été détruite une fois pour toutes, dans le sens où chaque chrétien doit être amené à vaincre la mort à son tour.
Dans l'Apocalypse, la Mort est mentionnée comme un personnage capable de monter à cheval :
6:8 Je regardai, et voici, parut un cheval d'une couleur pâle. Celui qui le montait se nommait la mort, et le séjour des morts l'accompagnait. Le pouvoir leur fut donné sur le quart de la terre, pour faire périr les hommes par l'épée, par la famine, par la mortalité, et par les bêtes sauvages de la terre.

#### Au Mexique

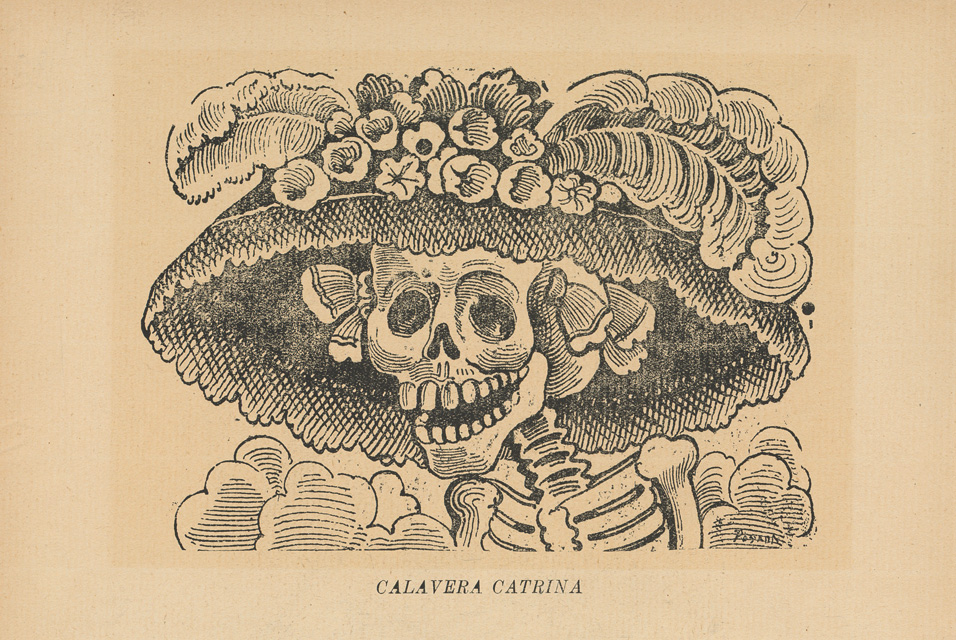
La Calavera Catrina, de José Guadalupe Posada (1913).

La christianisation de la société mexicaine s'est faite par le syncrétisme religieux avec les rituels et les croyances mésoaméricaines.

Il en résulte, dans la tradition chrétienne (et même laïque) du Mexique contemporain, que la Mort est symbolisée sous des formes héritées à la fois des coutumes mésoaméricaines, chrétiennes et mexicaines. Pour la fête des morts, en particulier, on met en scène la Mort par de nombreuses représentations, telles que la Catrina ou les calaveras.

### Islam
Dans la tradition islamique, l'Ange de la Mort s'appelle Malak Al Mawt. Qui se traduit littéralement par ange de la mort.
Al-Ghazâlî, dans son ouvrage La perle précieuse (Ad-Doura al-fâkhira) compile un ensemble de traditions, issues du Coran, de la sunna, des sentences des maîtres spirituels rapportées sous forme symbolique, relatives à la mort en islam.

## Dans les arts et la culture populaire
Le personnage de la Mort apparaît dans de nombreuses œuvres de fiction, que ce soit des films dramatiques ou comiques, de science-fiction ou de fantasy.

### Contes populaires
- La Voix de la Mort, conte roumain.

### Filmographie

#### Cinéma
- Dans Hilde Warren et la Mort (1917) de Joe May, la mort apparait comme grêle et haute ainsi que libératrice.
- Dans Les Trois Lumières (1921), réalisé par Fritz Lang, la mort laisse trois chance à une jeune fille pour se sauver.
- Dans La mort prend des vacances (1934), réalisé par Mitchell Leisen, la mort essaie de se comporter comme les mortels.
- Dans Fährmann Maria (1936) réalisé par Frank Wisbar, la mort apparait comme un inconnu silencieux vêtu de noir.
- Dans Le Septième Sceau (1957), le réalisateur Ingmar Bergman brosse un des portraits les plus marquants et les plus symboliques de la Mort. On y voit un chevalier médiéval de retour des Croisades (Max von Sydow) jouer aux échecs avec la Mort (Bengt Ekerot) ; l'enjeu de la partie est sa vie même.
- Dans Le Masque de la mort rouge (1964) de Roger Corman, la mort s'introduit dès le début dans le château.
- Dans Monty Python : Le Sens de la vie (1983) de Terry Jones, le dernier sketch du film montre la Mort qui arrive dans une maison pour emporter tous ses occupants, morts à cause d'une mousse au saumon avariée, les entraînant (ainsi que leurs voitures) dans l'au-delà.
- Dans Taram et le Chaudron magique (1985), dessin animé des studios Disney, le Seigneur des Ténèbres évoque beaucoup la représentation allégorique de la Mort. En effet, il a l'apparence d'un cadavre desséché dont le visage n'est qu'un crâne, revêtu d'une robe à capuchon qui ressemble à celle dont on affuble communément la Camarde. Il dirige aussi une armée de squelettes ranimés, comme la Faucheuse dans le tableau Le Triomphe de la Mort de Pieter Brueghel l'Ancien.
- Dans Les Aventures de Bill et Ted (1991) de Peter Hewitt, la Mort est un personnage hilarant, paresseux et sarcastique. Elle porte une robe noire, une faux, a la peau blanche, et est chauve.
- Dans Last Action Hero (1993) de John McTiernan, la Mort telle qu'imaginée par Ingmar Bergman dans Le Septième Sceau et également jouée par Ian McKellen, est amenée temporairement du « film dans le film » où se situe l'action, jusque dans le monde réel, et discute avec le héros Danny Madigan sur le sens de la vie.
- Dans Fantômes contre fantômes (1996) de Peter Jackson, le réalisateur met en scène une figure invisible de la Mort armée d'une faux et meurtrière. Il s'avère à la fin du film que ce n'est pas la Mort elle-même, mais le fantôme déguisé d'un tueur en série, mort exécuté.
- Dans Rencontre avec Joe Black (1998) de Martin Brest, la Mort veut savoir ce que c’est que d’être humain.
- Dans la série de films Destination finale (2000-2011) de James Wong, les personnages de chaque film sont tués, un à un, par la Mort elle-même. Elle se manifeste notamment dans le premier volet par une sorte de fumée noire que l'on aperçoit indirectement dans un reflet.
- Dans Click : télécommandez votre vie (2006) de Frank Coraci, le personnage de Michael Newman (Adam Sandler) est un homme qui découvre qu'il a le pouvoir de modifier des aspects de sa vie en utilisant une télécommande. La Mort, représentée par Morty (Christopher Walken), finit par emporter son père, puis Newman lui-même, après lui avoir expliqué l'importance de vivre sa vie au jour le jour.
- Dans Hellboy 2 (2008) de Guillermo del Toro, l'Ange de la mort sauve Hellboy à la demande d'Elizabeth Sherman, en dépit des conséquences funestes que cela implique pour le monde.
- Dans Le Dernier Conte de Rita (2011) de Renata Litvinova, une figure sophistiquée de la Mort est incarnée par la réalisatrice elle-même[4].
- Dans Le Chat potté 2 : La Dernière Quête (2022), le Chat potté est poursuivi par un loup encapuchonné bien décidé à le tuer. Vers la fin du film, le loup se présente comme la Mort elle-même et qu'elle a décidé de tuer Potté car ce dernier n'a jamais accordé la moindre valeur à ses vies et se moquait sans cesse de la Mort. Après un dernier combat sur l'Étoile à vœu, la Mort constate que le Chat potté n'est plus "la légende arrogante qui se croit immortelle" et décide de l'épargner pour qu'il puisse pleinement vivre sa dernière vie, mais lui promet cependant qu'ils se reverront.

#### Télévision

##### Séries
- Dans Dead Like Me, après leur mort, des gens sont obligés de travailler comme faucheurs obligés de récolter les âmes des personnes juste avant leur mort.
- Dans Supernatural, la Mort est présente dans les saisons 5 et 6 sous la forme d'un vieil homme aux cheveux longs, libéré par Lucifer, qui avait pour projet de déclencher l'Apocalypse.
- Dans Charmed, l'ange de la Mort n'appartient ni au bien ni au mal. Il emporte les personnes qui doivent mourir et on ne peut pas l'en empêcher. Il est personnifié par un homme vêtu de noir et n'ayant aucune autre particularité que d'être invincible.
- Dans Goblin, la Faucheuse est représentée par un bel homme en costume noir avec un chapeau noir qui, dans sa vie antérieure a commis un énorme péché. Cela l’a amené à devenir immortel et à devoir guider chaque jour les morts vers l’au delà. Il reçoit chaque jour des cartes avec le nom, l'âge, l’heure et la date où une personne mourra.
- Dans Sons of Anarchy, la Grande Faucheuse est un motif fondamental, figurant notamment sur le blouson des membres du club en tant qu'emblème de ce dernier. Elle apparaît d'ailleurs allégoriquement sous les traits d'une femme nécessiteuse, croisant les autres personnages lors des scènes-clés (en particulier lorsqu'un personnage meurt ou va mourir prochainement). La dimension symbolique et poétique de ce personnage est révélée dans le dernier épisode.

##### Animation
- Dans Adventure Time, la Mort est une divinité qui accompagne l'âme des mourants.
- Dans Teen TitanGo!, la mort est l'oncle de Raven.
- Dans Les Simpson apparait fréquemment comme un personnage à part lors des épisodes spéciaux halloweens.
- Dans Billy et Mandy, aventuriers de l'au-delà, la Mort est représentée par un squelette vêtu de la traditionnelle toge à capuche noire. Sous le nom du Faucheur d'Âmes, il s'est vu affublé le rôle de nourrice des deux enfants turbulents.

### Littérature

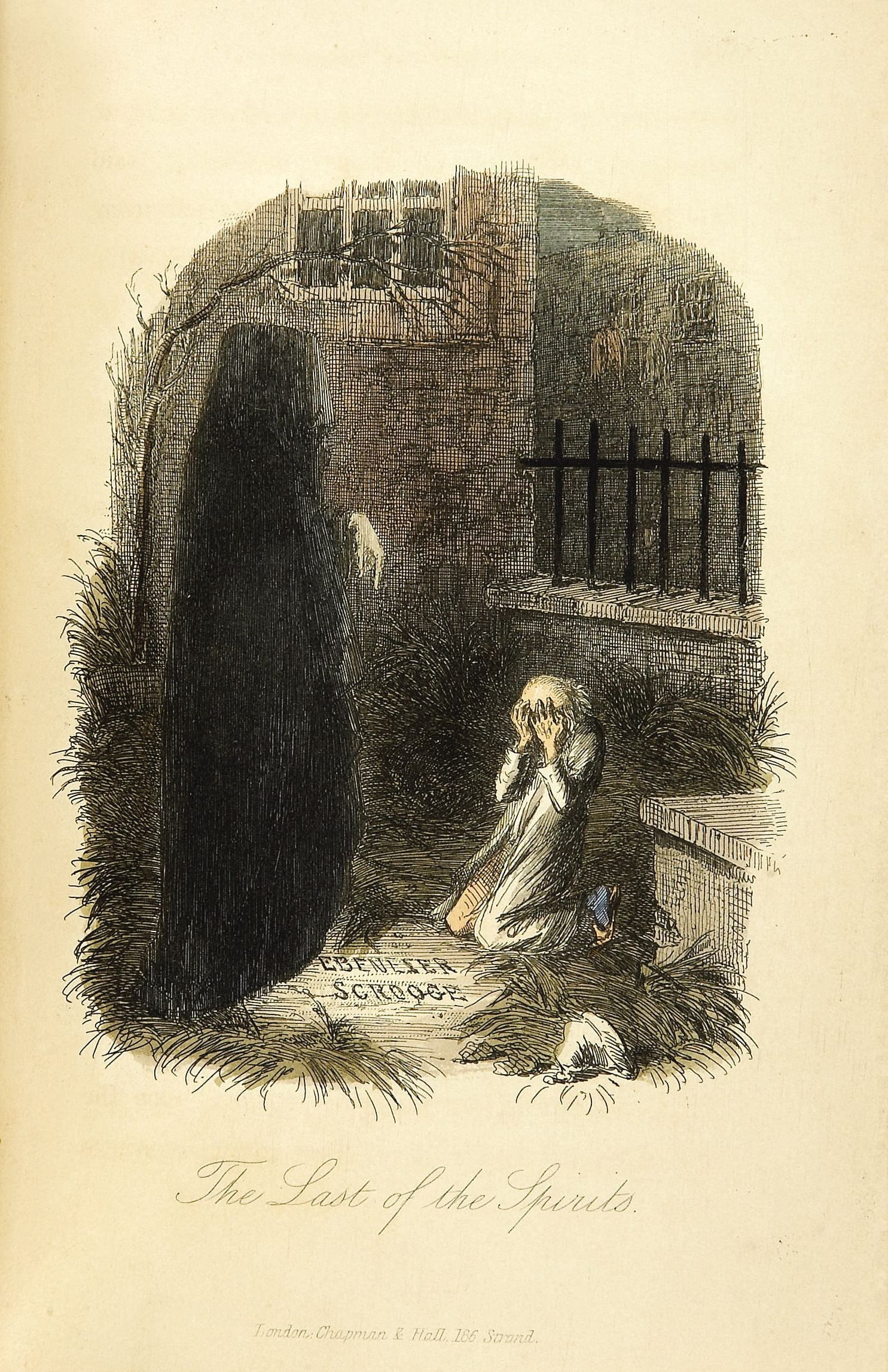
Le Fantôme de Noël futur montre sa tombe à Ebenezer Scrooge dans Un chant de Noël.

#### Roman
- Dans le deuxième livre du Paradis perdu de John Milton (1667), la Mort garde avec Péché les clés de La Porte de l'enfer.
- Dans l'univers du Disque-Monde de Terry Pratchett (1983), la Mort est un des personnages récurrents les plus importants. Il[note 3] apparaît dans tous livres de la série, sauf un.
- Dans Harry Potter et les Reliques de la Mort (2007), la Mort joue un rôle majeur dans un conte pour enfants. Il s'agit de l'histoire de trois frères sorciers qui réussissent à traverser une rivière dans laquelle se noyent habituellement tous les voyageurs. La Mort leur offre alors à chacun un objet magique, ce qui donne son titre au roman.
- Dans Un chant de Noël de Charles Dickens, l'esprit des Noël futurs, rappelle l'imagerie de la faucheuse.
- Dans Le Bureau des Âmes - Livre I - La Dame en noir (2022)[5], l'héroïne Prudence Lacroix est une faucheuse d'âmes qui effectue des permanences au cimetière du Père-Lachaise.

#### Bande dessinée
- Dans la bande dessinée Death : La vie... à quel prix ! (1993), l'écrivain anglais Neil Gaiman imagine la Mort comme une jeune fille tout de noir vêtue arborant maquillage et bijou égyptien (un Ânkh), et partageant les émotions humaines.
- La Mort est le personnage principal de la série de la bande dessinée Les aventures de la Mort et de Lao-Tseu de Philippe Delan (1996)[6].
- Dans le manga Soul Eater, une académie sert à former des faucheurs d'âmes, à l'image de la Faucheuse. Le directeur de l'académie et son fils, un des protagonistes, sont eux-mêmes de shinigami, ou dieu de la mort.
- Dans la bande dessinée La Petite Mort(e) (2016), Davy Mourier créé un personnage féminin représenté en faucheuse[7].
- Dans la bande dessinée Memento Maurice (2019), Olivier Cotte et Martin Viot, la Mort s'incarne sur Terre pour tenter de devenir une grande artiste comique au théâtre en se faisant aider d'un chirurgien drôle mais bourré de défauts.
- Le personnage de la Mort, une entité cosmique dans l'univers de fiction des bande dessinées de Marvel Comics. Thanos s'en éprend longuement et tente tout pour l'impressionner, sans grand succès sur le long terme. Deadpool en tombera aussi amoureux, mais Thanos le rend immortel pour évincer toute concurrence.

### Musique
- Dans la chanson Der Tod und das Mädchen de Schubert, le dialogue entre la mort et la jeune fille est le thème.
- Dans les chansons Chants et danses de la mort de Moussorgski, la mort a paru enfin comme le salvateur.
- Le groupe Blue Öyster Cult fait référence à la mort dans son tube de 1976 (Don't Fear) The Reaper (trad. « Ne crains pas la Faucheuse »).
- Le groupe de heavy metal britannique Iron Maiden a utilisé la mort comme figure de son album Dance of Death (2003).
- Grim Reaper est le nom d'un groupe de heavy metal britannique.
- Le groupe de death metal Death, présente la mort sur les premières versions de leur logo.
- Le groupe de death metal mélodique finlandais Children of Bodom utilise fréquemment l'image de la mort pour ses pochettes d'album.
- Le groupe de black metal Emperor montre la mort présidant une Chasse fantastique, sur la pochette de leur EP Emperor (1993) et de leur album In the Nightside Eclipse (1994), Il s'agit d'une référence à La Mort de Gustave Doré.
- Le groupe de black metal Dissection a utilisé la mort comme figure sur leur album Storm of the Light's Bane (1995), sur leur EP Where Dead Angels Lie (1996) et sur leur album Live Legacy.
- Le groupe de black metal In Aeternum a utilisé la mort sur leur album The Pestilent Plague (2000).
- Le groupe de black metal Antestor a utilisé la mort sur leur album The Forsaken (2005).
- Dans la comédie musicale Elisabeth, la Mort tombe amoureuse de l'impératrice Élisabeth, dite Sissi.
- Dans la chanson Mon bistrot préféré de Renaud, le chanteur y fait allusion et espère qu'elle l'y emmènera. Il y fait aussi référence dans Marche à l'ombre.
- L'album The Seventh Life Path du groupe Sirenia utilise la figure de la Faucheuse, aux côtés d'une jeune fille habillée de blanc.

### Jeux vidéo
- Dans les jeux vidéo Les Sims, Les Sims 2, Les Sims 3 et les Sims 4 la Mort est un personnage non jouable. Elle apparaît quand un sim meurt, tout type de mort confondu, et emporte ce sim dans l'Au-delà.
- Dans Magicka, la Mort est l'un des boss du jeu. Elle y est dépeinte comme un « agent de voyage ». Une fois vaincue, elle laisse son numéro de téléphone aux personnages joueurs (« 666-DEATH »), ces derniers apprenant à invoquer la Faucheuse pour tuer leurs ennemis ou eux-mêmes.
- Dans la série Castlevania, la Mort est un boss récurrent : selon l'histoire de la série (avant le reboot Castlevania: Lords of Shadow), elle a voué son entière dévotion au possesseur de la Pierre Cramoisie, qui n'est autre que Dracula.
- Dans MediEvil Resurrection, la Mort est l'un des principaux personnages du jeu et le seul allié du joueur, plutôt que son ennemi.
- Dans Darksiders II, la Mort est le personnage principal.
- Dans Diablo III, la Mort est le principal antagoniste de l'extension « The Reaper Of Souls » et est représentée par un archange du nom de « Malthaël », ancien archange de la sagesse.
- Dans Conker's Bad Fur Day, la Mort est ridiculisée : de petite taille et avec une voix très aiguë, elle déteste les chats (car ils ont neuf vies). On la rencontre uniquement dans le premier Game Over du jeu, expliquant au joueur comment en éviter un autre.
- Dans XIII, la Mort est un mode de jeu multijoueur. Le but de ce mode est de chasser la Grande Faucheuse avec les armes disponibles.
- Dans les jeux Cursed 2 et Cursed 3 de Paul "DisasterSquad" Tokach, la mort apparaît en tant que personnage non-joueur. Représentée avec l'image classique d'un squelette encapuchonné armé d'une faux, elle permet au joueur d'élminer les morts-vivants et de débloquer trois fins : la « True End », la « Best End » et la « Bestest End ». Elle devient bien plus centrale dans le troisième opus, offrant au joueur un sablier permettant de sauvegarder instantanément et prenant part plus profondément à l'intrigue de la saga.

## Iconographie

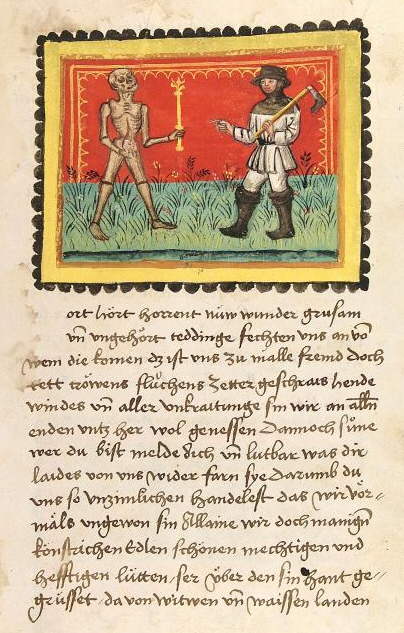
La Mort et le paysan. Manuscrit enluminé de Johannes von Tepl (vers 1470).
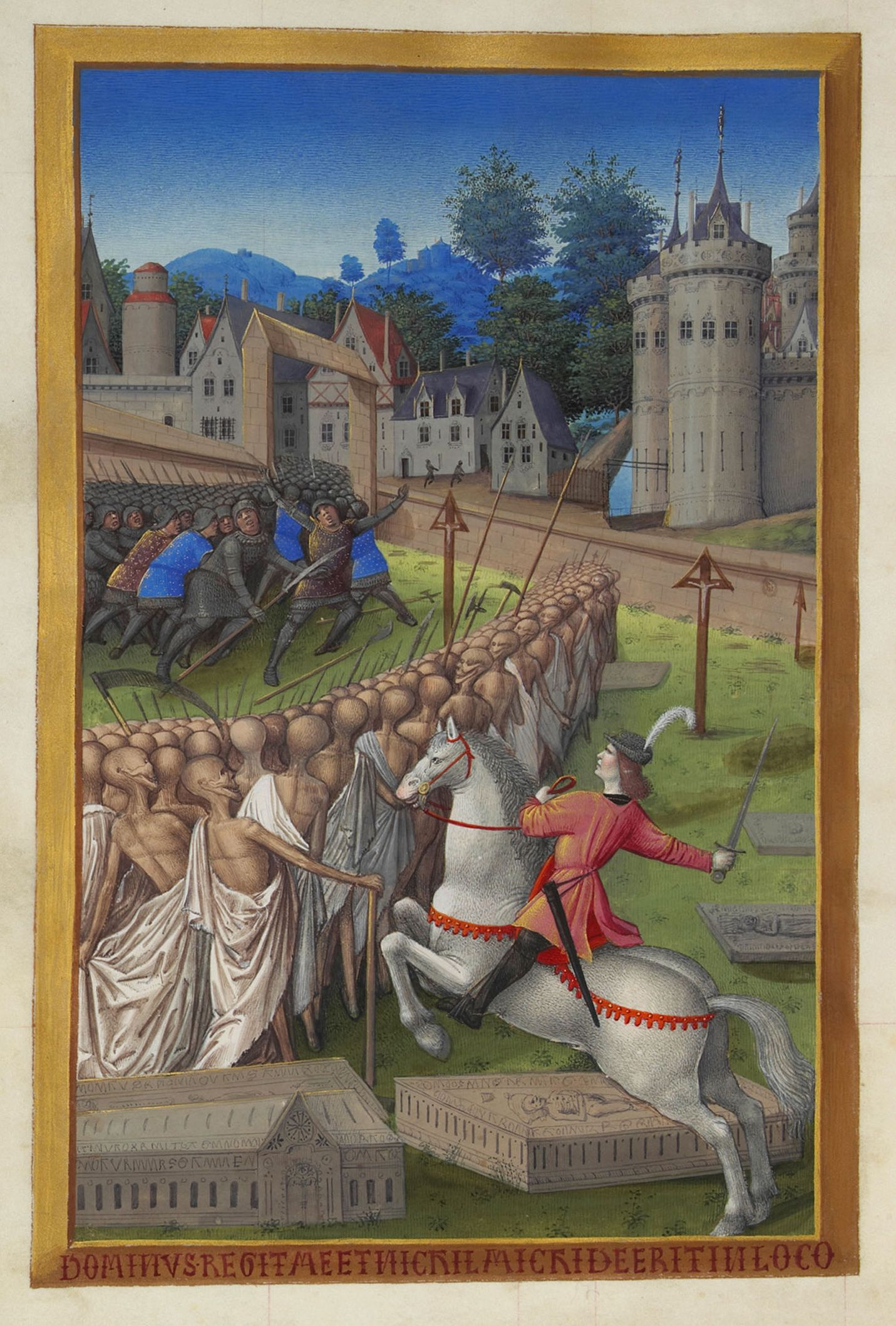
Le cavalier de la Mort. Les Très Riches Heures du duc de Berry par Jean Colombe, musée Condé (vers 1485-1486).
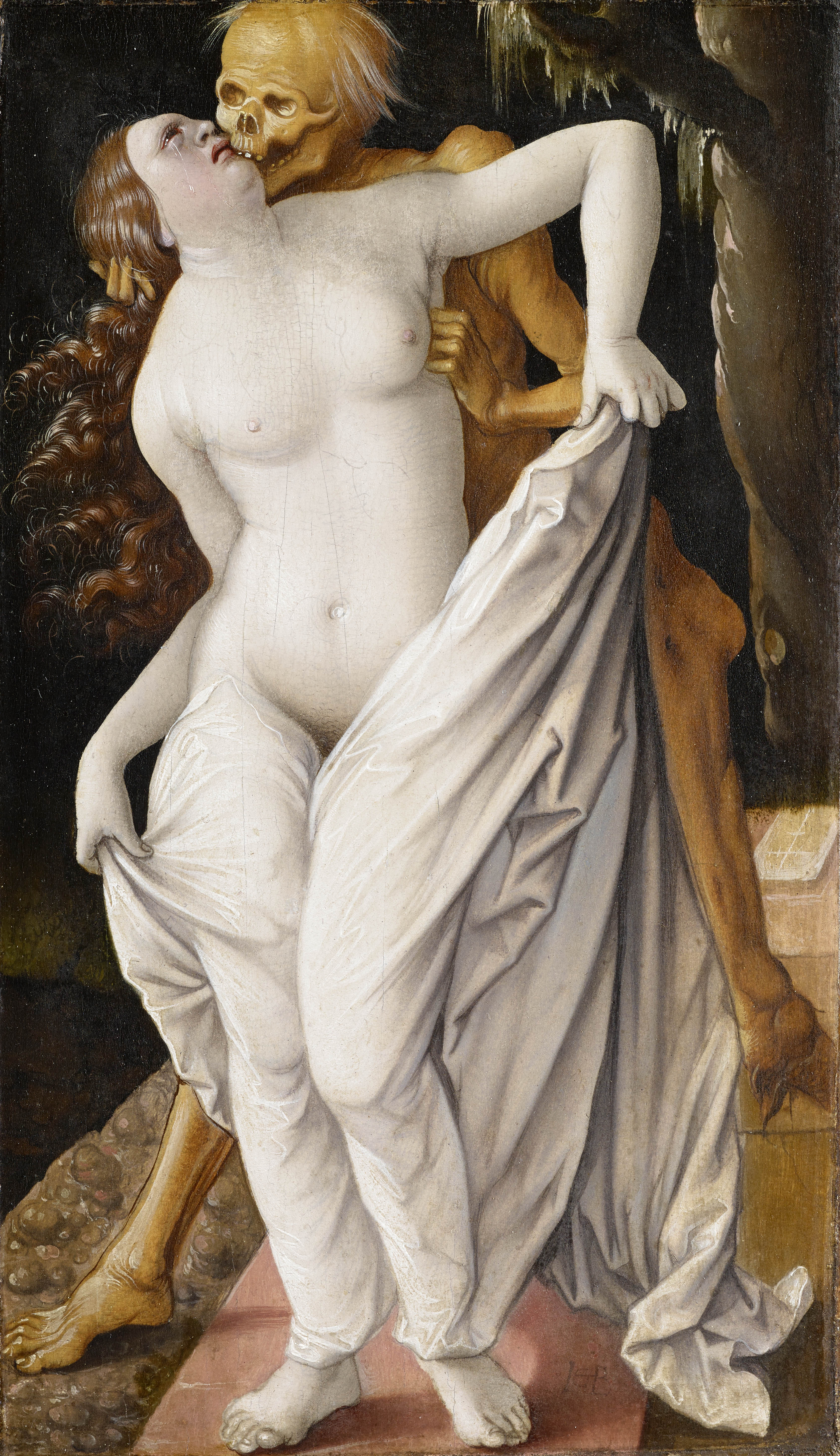
La femme et la Mort Tableau de Hans Baldung (vers 1519).
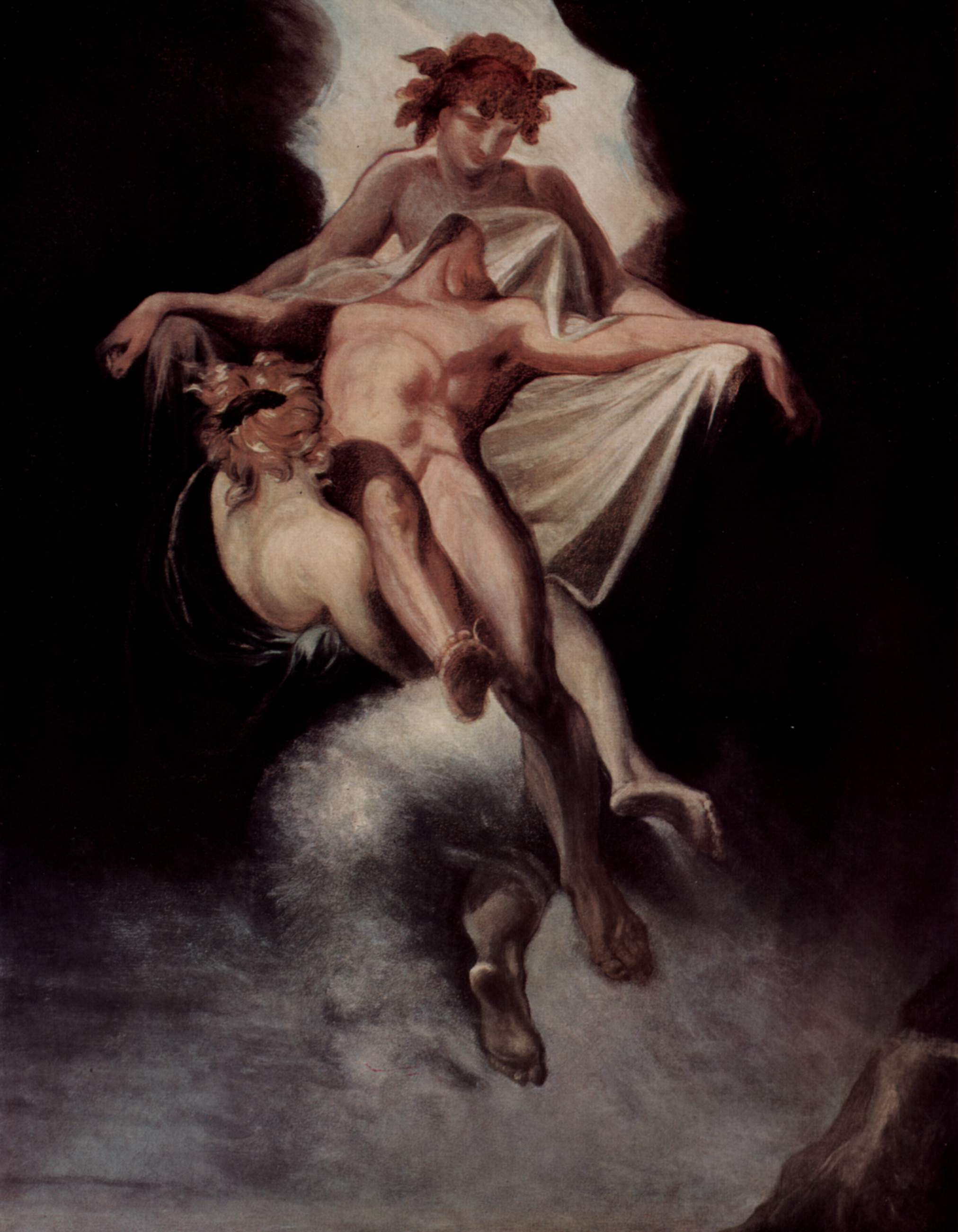
Le Sommeil et la Mort emportent le corps de Sarpédon en Lycie. Tableau de Johann Heinrich Füssli (1803).

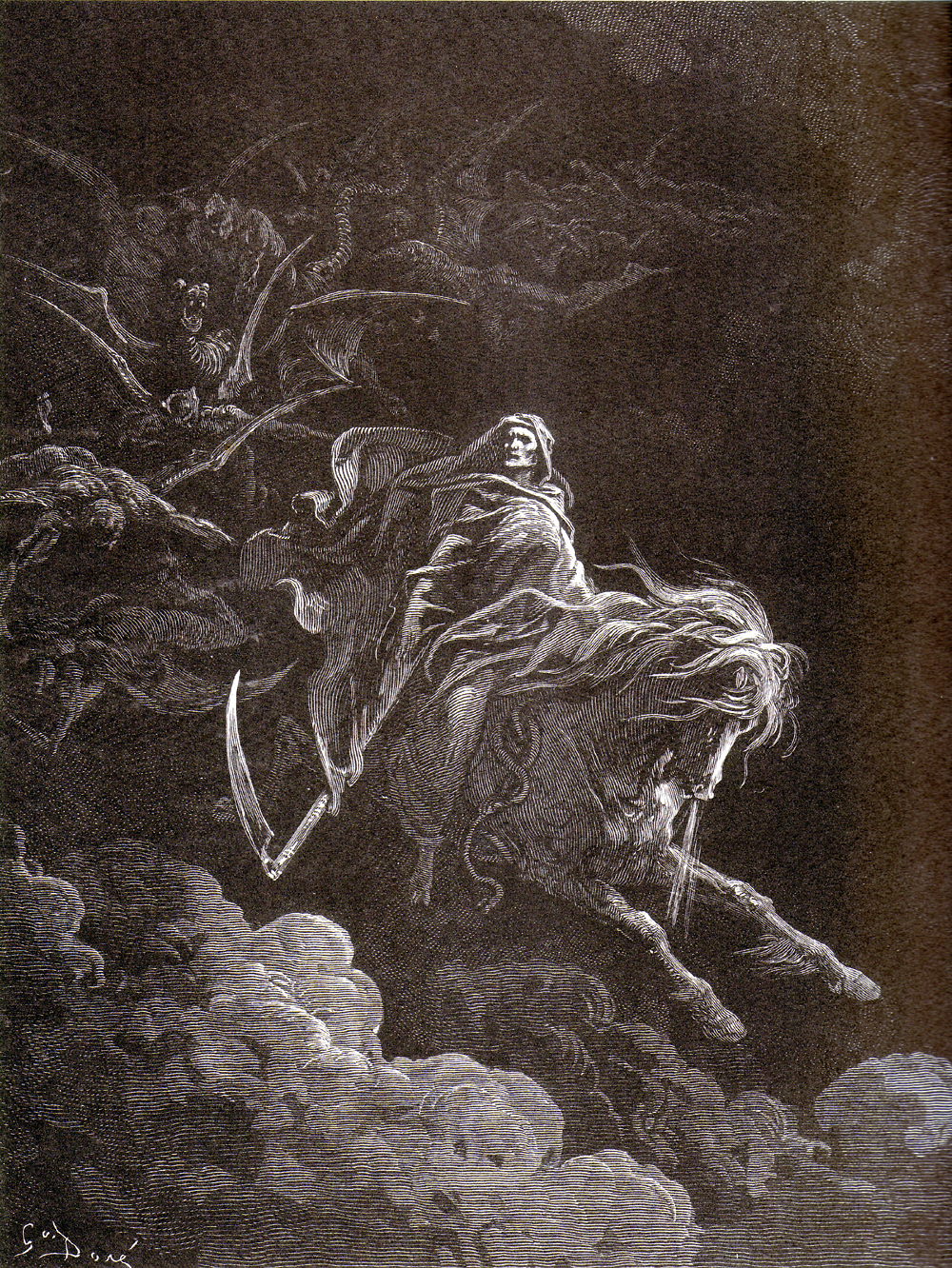
Le quatrième cavalier de l'Apocalypse, Mort, sur le cheval pâle - Gravure de Gustave Doré (1865).
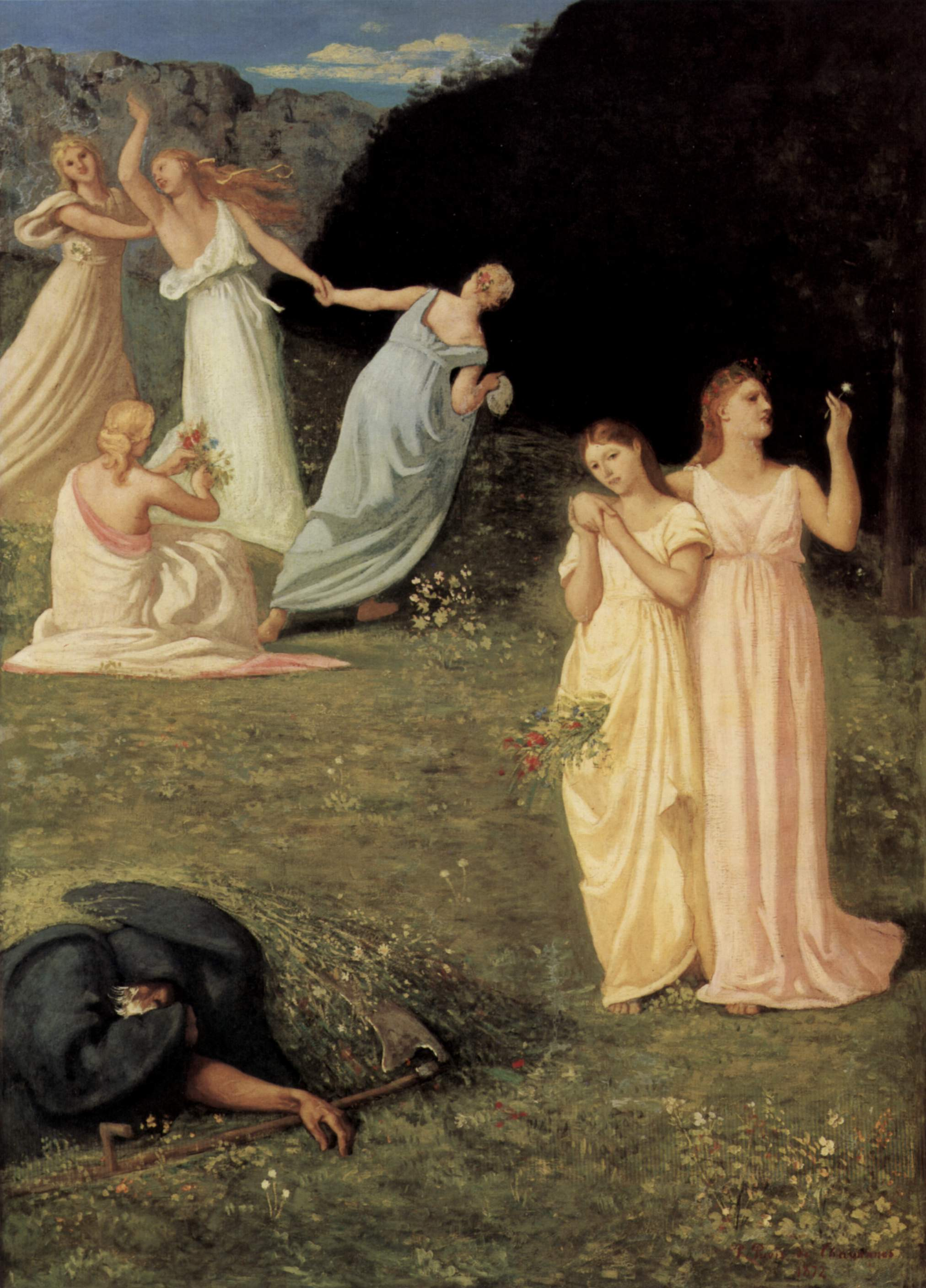
La Mort et les jeunes filles. Tableau de Pierre Puvis de Chavannes (1872).
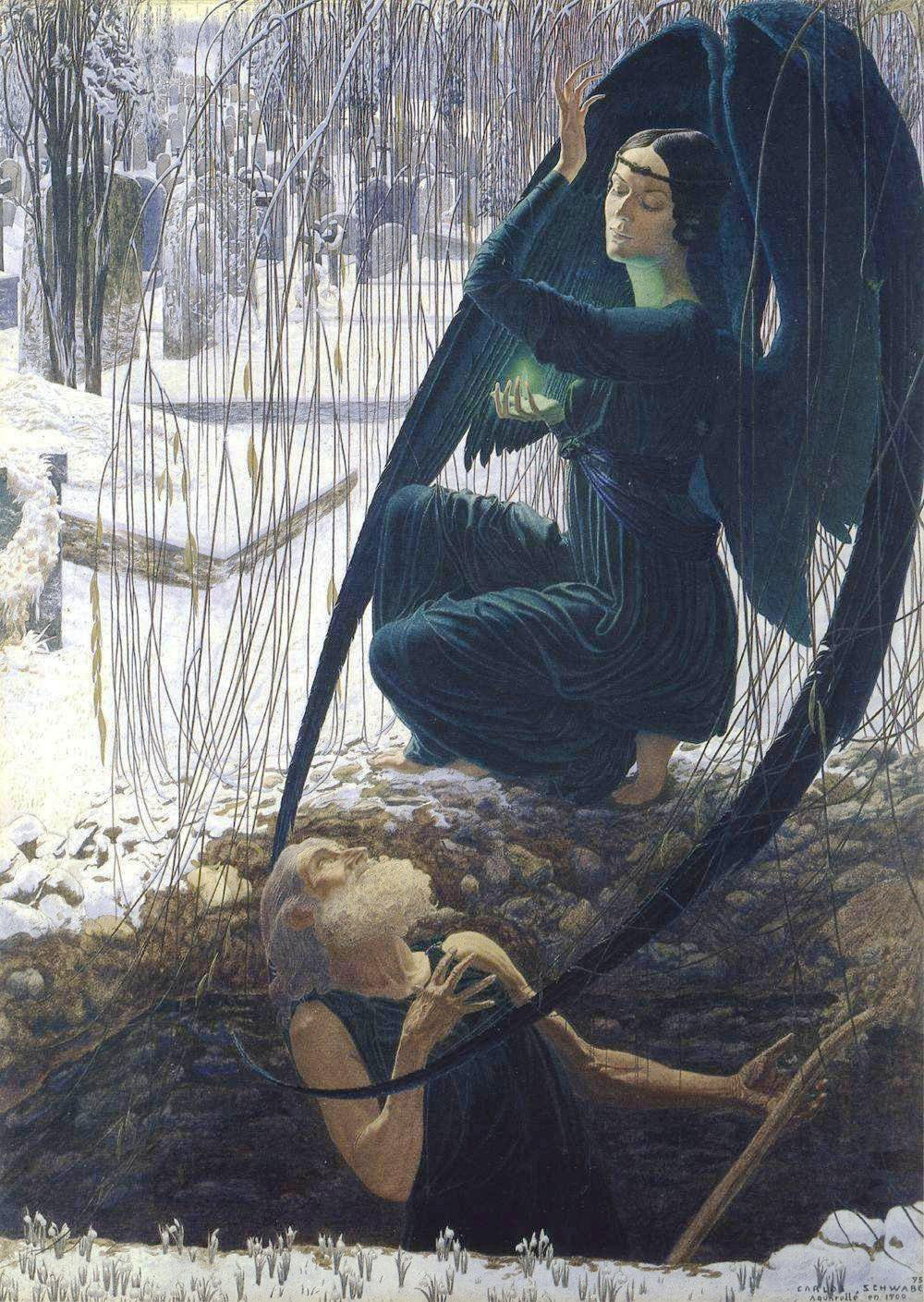
La Mort et le fossoyeur. Tableau de Carlos Schwabe (vers 1890).
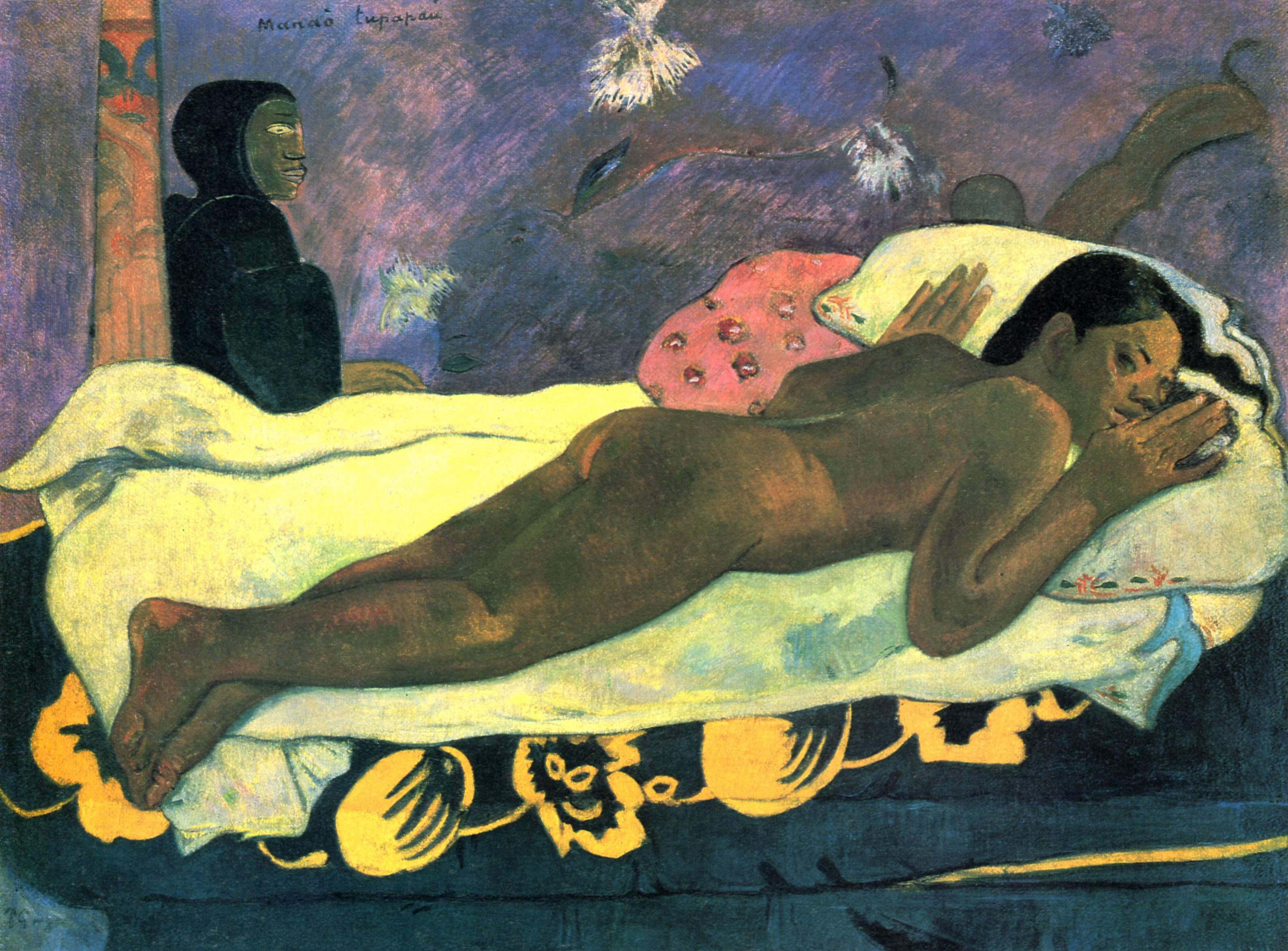
L'esprit des morts veille. Tableau de Paul Gauguin (1893).
La Mort et la femme. Tableau d'Egon Schiele (1915).
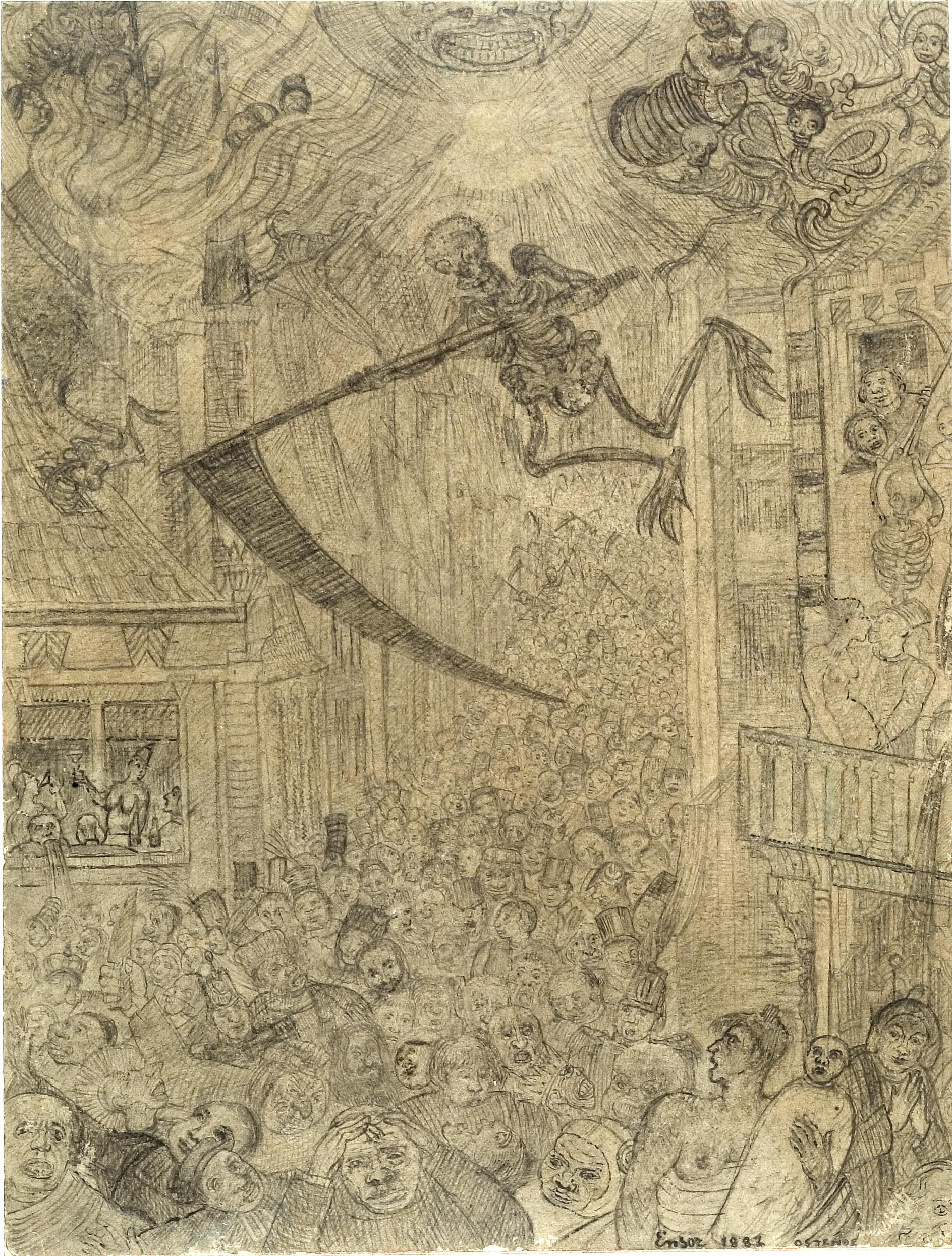
De triomf van de dood, par James Ensor, 1887, Musée royal des Beaux-Arts d'Anvers